# Musée Pierre-de-Luxembourg

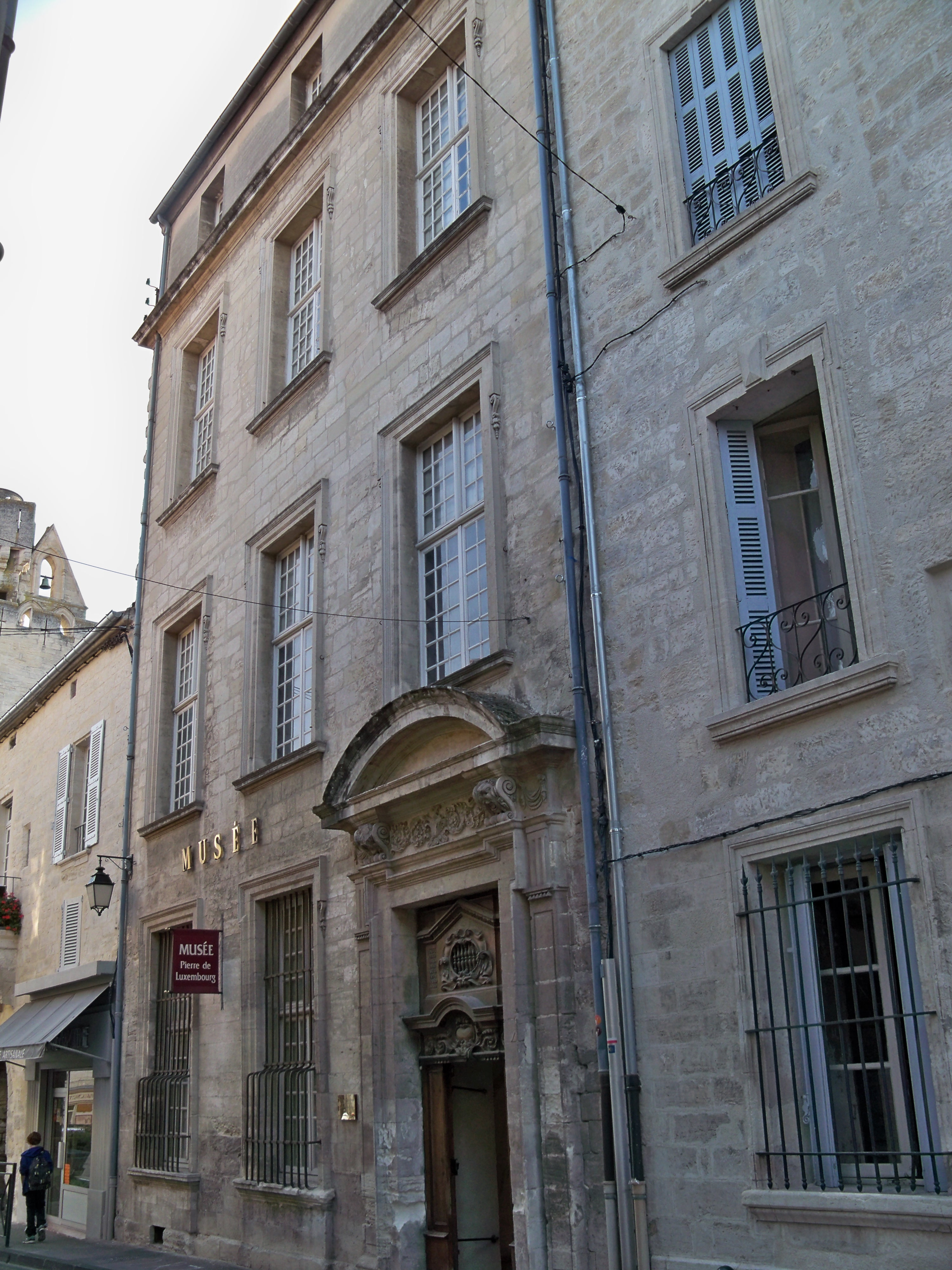
Musée Pierre-de-Luxembourg, in Villeneuve-lès-Avignon.

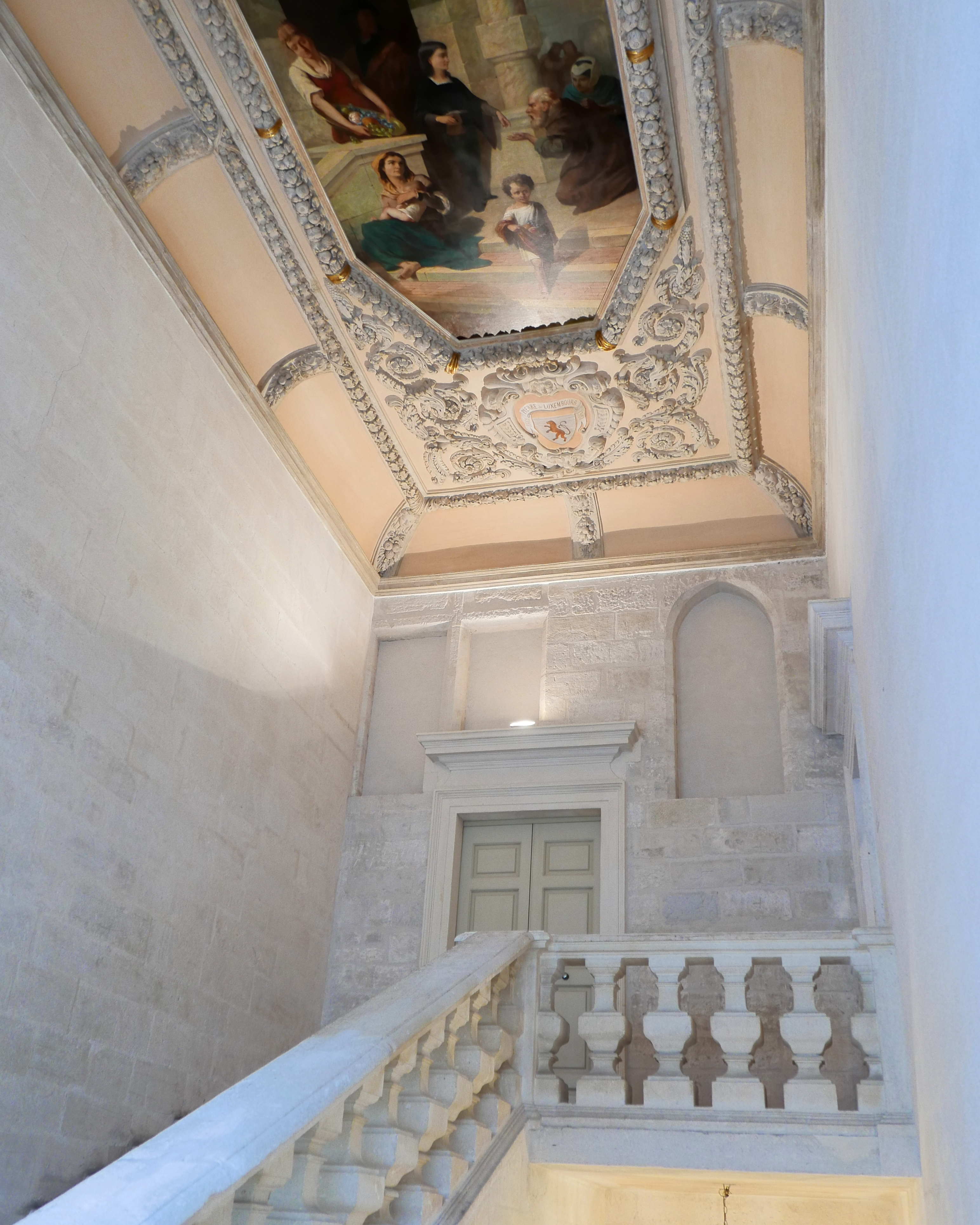
Traphal

Het Musée Pierre-de-Luxembourg (17e eeuw) is een museum voor religieuze kunst in Villeneuve-lès-Avignon, in het Franse departement Gard. Het museum, geopend eind 20e eeuw, is genoemd naar kardinaal Peter van Luxemburg. Vroeger werd het Hôtel de Boucoiran genoemd, naar de adellijke familie De Boucoiran (17e eeuw).

## Historiek
Een vorige versie van het gebouw werd opgericht in de 14e eeuw, ten tijde van de ballingschap van de pausen in het middeleeuwse Avignon. Het gebouw diende dan ook als residentie voor kardinalen aan het pauselijk hof. Enkele fundamenten van het 14e-eeuws gebouw zijn nog terug te vinden. De bouwheer van het stadspaleis was kardinaal Annibal Caetani de Ceccano (1282-1350), aartsbisschop van Napels. Na kardinaal Caetani de Ceccano verbleef kardinaal Pierre de Monteruc ( - 1385) hier; hij was bisschop van Pamplona. Hij stierf in het paleis in 1385. Na hem verbleef kort de jonge kardinaal Peter van Luxemburg, die volgens de traditie hier stierf in 1387.
In de 17e eeuw verwierf de adellijke familie De Boucoiran het pand. Zij sloopten het middeleeuwse paleis grotendeels en zetten in de plaats de huidige versie van het gebouw. Het Hôtel de Boucoiron telt twee verdiepingen en een gelijkvloers, met ingangspoort in barokstijl. Het plafond van de traphal is verlucht met palmtakken, schelpen, slingers en vruchten in plaaster.
In 1983 werd het gebouw erkend als monument historique van Frankrijk en begon de inrichting als kunstmuseum. Het Museum Peter van Luxemburg opende de deuren in 1986.

## Collecties
Het kunstmuseum herbergt stukken uit voormalige abdijen, kerken, godshuizen en residenties van kardinalen uit Avignon en omstreken. De schilderijen maken het grootste deel uit van de kunstcollectie. Daarnaast worden liturgische voorwerpen, kleerkasten en tinnen kruiken tentoon gesteld. 
Er is een uitgebreide schilderijencollectie uit de Kartuizerabdij van Notre-Dame-du-Val-de-Bénédiction; dit is een voormalige abdij in Villeneuve-lès-Avignon zelf. Het belangrijkste schilderij is de Kroning van Maria door Enguerrand Quarton. Quarton schilderde dit monumentale schilderij voor het praalgraf van paus Innocentius VI in de abdij. Dit schilderij uit de 15e eeuw geniet een apart statuut van beschermd erfgoed.

## Enkele kunstwerken

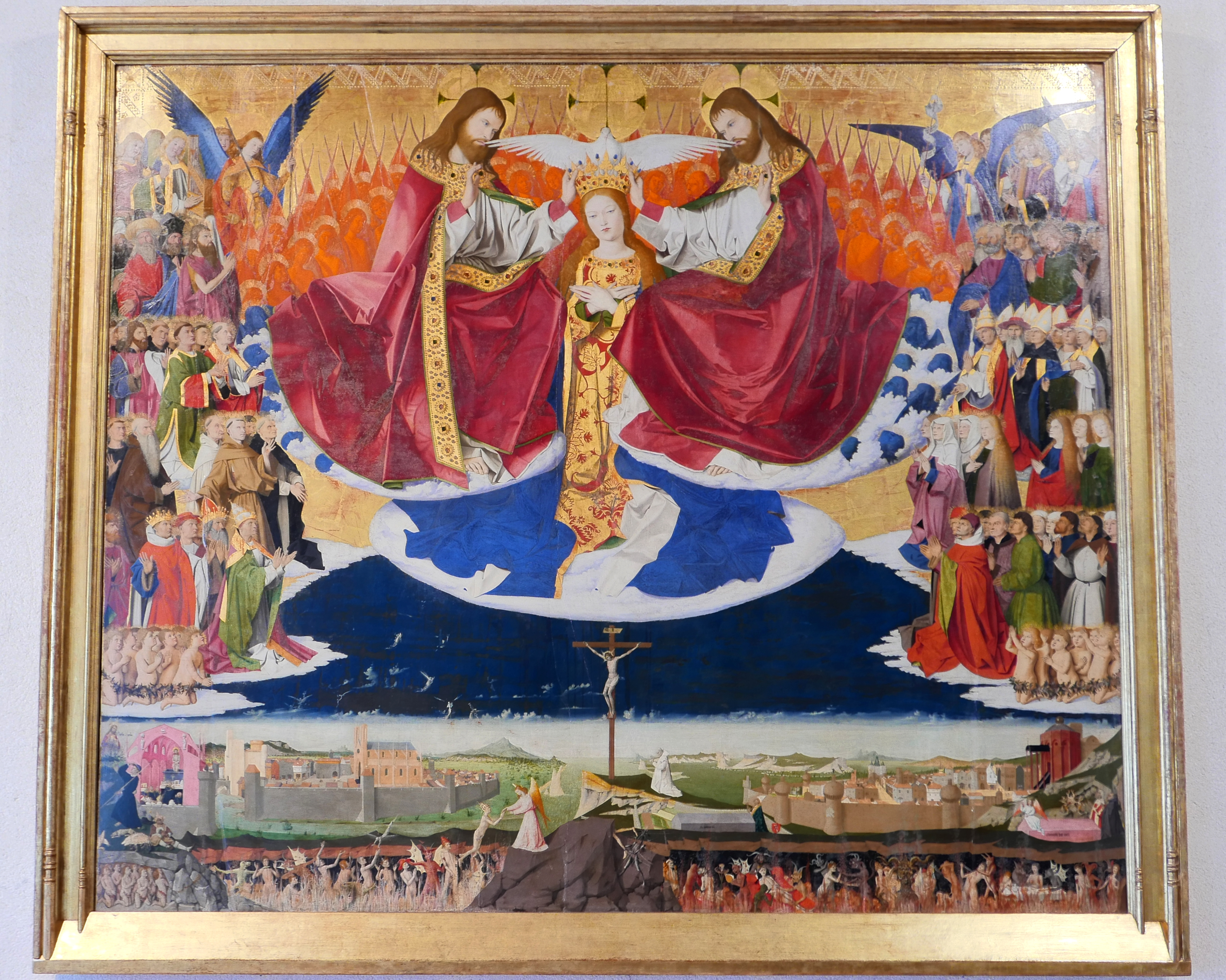
Kroning van Maria door Enguerrand Quarton
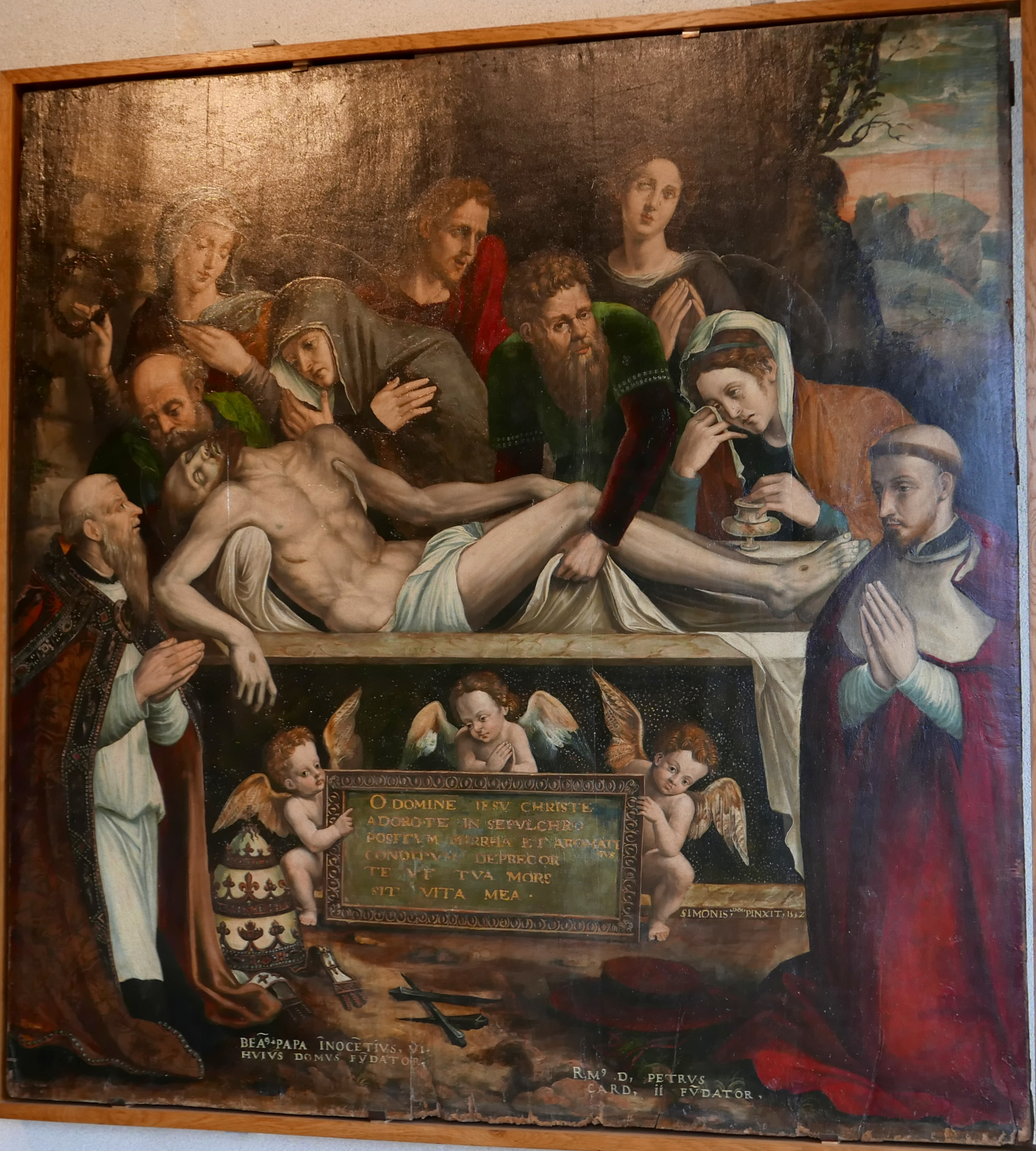
Graflegging door Simon de Châlons
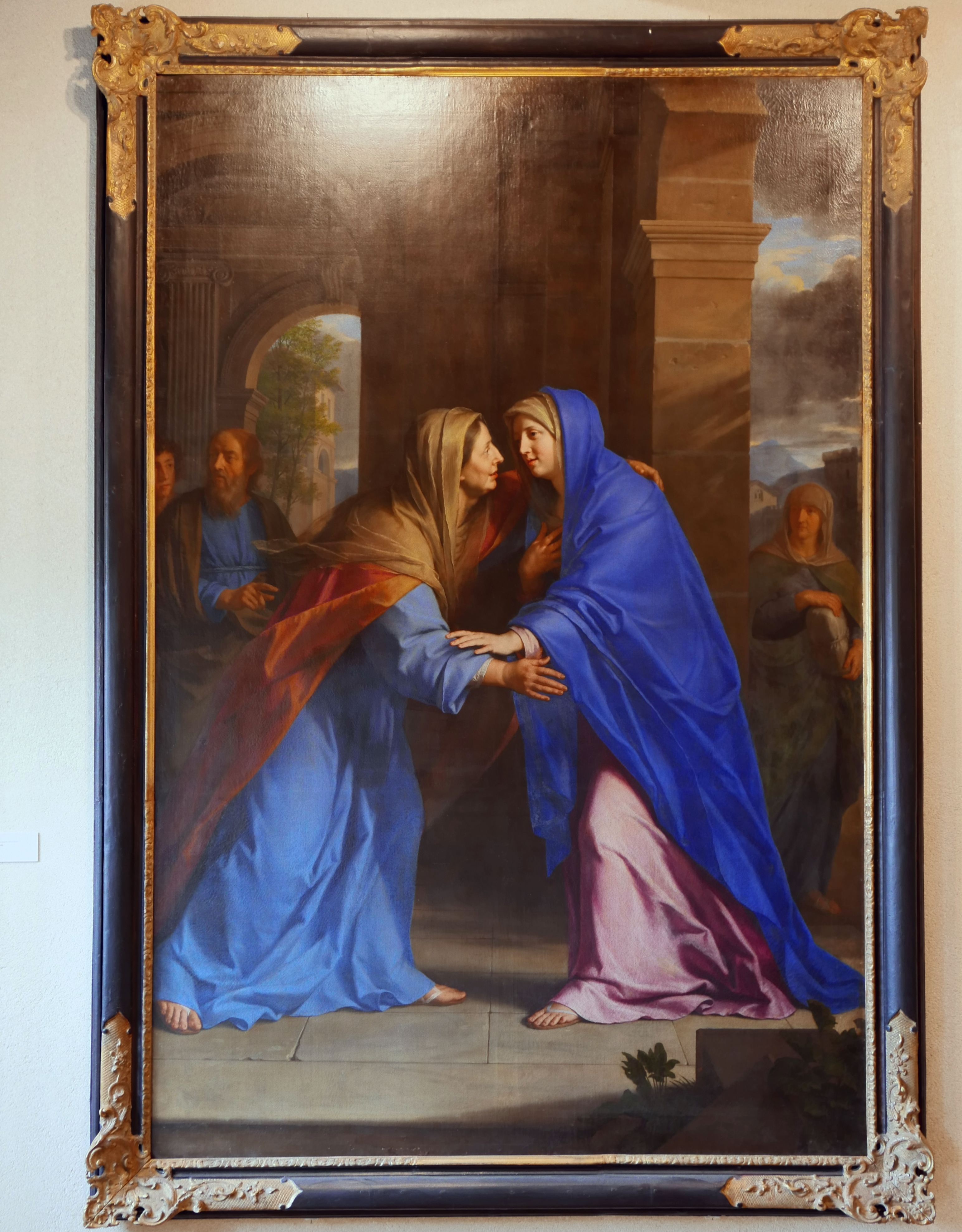
Visitatie door Philippe de Champaigne